# Lepthyphantes kilimandjaricus
Lepthyphantes kilimandjaricus là một loài nhện trong họ Linyphiidae.
Loài này thuộc chi Lepthyphantes. Lepthyphantes kilimandjaricus được Albert Tullgren miêu tả năm 1910.